# Элотепекский сапотекский язык
Элотепекский сапотекский язык, или сан-хуан-элотепекский язык (Elotepec Zapotec, Papabuco, San Juan Elotepec Zapotec, Zapoteco de San Juan Elotepec) — индейский язык, на котором говорят в 1 деревне городка Вилла-Сола-де-Вега округа Сола-де-Вега, западнее округа Симатлан штата Оахака в Мексике. Это один из нескольких сапотекских языков, который называется папабукским (Papabuco) и на 68 % ближе к санисанскому сапотекскому языку и на 10 % к тексмелуканскому сапотекскому.